# Anställningsintervju
En anställningsintervju är en intervju som en arbetsgivare låter göra med personer som söker anställning. Arbetsgivaren kan antingen sköta rekryteringen på egen hand, eller lägga ut uppgiften på ett rekryteringsföretag. Anställningsintervjuer har man dels för att bedöma den sökandes personlighet, dels för att via frågor kontrollera personens kompetens. Intervjun ger också den som söker möjlighet fråga om arbetet, arbetsplatsen och anställningsvillkor.